# MissingNo.
MissingNo. (яп. けつばん Кецубан, укр. Відсутній номер або МіссінгНо, також відомий як MissingNO) — покемон, присутній в іграх Pokémon Red і Blue та Pokémon Yellow. MissingNo. з'являється, коли гра намагається отримати доступ до даних про неіснуючий вид покемонів. Гравці можуть зустріти MissingNo через баґ, що спрацьовує після того, як відбудуться три ігрові події. Уперше Nintendo офіційно повідомила про MissingNo. у випуску Nintendo Power за травень 1999 року.
Зустріч з MissingNo. викликає графічні помилки в грі, а також призводить до копіювання шостого предмета, який знаходиться в інвентарі гравця під час зустрічі. Через цей ефект баґ висвітлили в різних посібниках з гри та журналах. Фанати серії ігор намагались упровадити покемона в канон видуманого всесвіту, а соціологи вивчали його вплив на гравців.
Видавець ігор Nintendo попередив, що зіткнення з ним може призвести до пошкодження ігрових даних гравців. Видання IGN назвало появу MissingNo. у Pokémon Red and Blue одним з найвідоміших багів у відеоіграх і прокоментувало його роль у підвищенні популярності серії. Фанати намагалися раціоналізувати та включити MissingNo. до канону ігор як реального ігрового персонажа, а соціологи вивчали його вплив як на гравців, так і на ігрову культуру в цілому. Крім того, згадки про глюк та обставини, пов'язані з ним, з'явилися і в інших іграх, таких як Vampire Survivors та The Binding of Isaac.

## Історія
Розроблена компанією Game Freak і видана Nintendo, серія почалася в Японії в 1996 році з випуску відеоігор Pokémon Red і Blue для Game Boy. У цих іграх гравець бере на себе роль тренера покемонів, мета якого - ловити і тренувати істот, що називаються покемонами. Покемони можуть використовувати спеціальні рухи для боротьби з іншими покемонами, а певні рухи також надають нові способи навігації по ігровому світу, наприклад, миттєве переміщення між двома областями. Головною метою кожної гри є заповнення Покедексу, всеосяжної енциклопедії покемонів, шляхом отримання особин усіх видів покемонів.
MissingNo. не є офіційним видом покемонів, з яким гравці повинні зустрітися, але він доступний гравцям у європейських та північноамериканських копіях ігор через збій. Nintendo of America вперше задокументувала події, що спричиняють появу MissingNo. у травневому випуску Nintendo Power за 1999 рік. Компанія попередила, що "будь-який контакт з ним (навіть якщо ви його не помітите) може легко стерти ваш ігровий файл або порушити графіку". Глюк не був усунутий з перевидань Pokémon Red і Blue на віртуальній консолі Nintendo 3DS у 2016 році, тому гравці все ще можуть зіткнутися з MissingNo. у цих версіях ігор.